# Noks
Noks (oznaka nx iz besede nox) je stara enota za merjenje osvetljenosti. Uporabljala se je za majhne osvetljenosti:
1 nx = 1/1000 lx
V sistemu SI se za osvetljenost sedaj uporablja enota luks.
| količina                                        | količina                                                                                      | količina | enota SI                          | enota SI             | razsežnost                                                                                               | opombe |
| ime                                             | oznaka                                                                                        | definicija | ime                               | oznaka               | razsežnost                                                                                               | opombe |
| ----------------------------------------------- | --------------------------------------------------------------------------------------------- | --- | --------------------------------- | -------------------- | --- | --- |
| svetlobna energija                              | {\displaystyle Q_{\rm {v}}\!\,}, {\displaystyle W\!\,}                                        | {\textstyle Q_{\rm {v}}=\int \!{\mathit {\Phi _{\rm {v}}}}(t)\,\mathrm {d} t\!\,}                                                                                | lumensekunda                      | lm⋅s                 | {\displaystyle {\mathsf {T}}\cdot {\mathsf {J}}\!\,}                                                     | lumensekunda se včasih imenuje talbot.                                                                                                  |
| gostota svetlobne energije                      | {\displaystyle \omega _{\rm {v}}\!\,}                                                         | {\textstyle \omega _{\rm {v}}={\frac {\partial Q_{\rm {v}}}{\partial V}}\!\,}                                                                                    | lumensekunda na kubični meter     | lm⋅s/m3              | {\displaystyle {\mathsf {L}}^{-3}\cdot {\mathsf {T}}\cdot {\mathsf {J}}\!\,}                             | svetlobna energija na enoto prostornine                                                                                                 |
| - svetlobni tok - svetlobna moč                 | {\displaystyle {\mathit {\Phi }}_{\rm {v}}\!\,}, {\displaystyle P\!\,}, {\displaystyle F\!\,} | {\textstyle {\mathit {\Phi }}_{\rm {v}}=\!\int {\frac {\partial {\mathit {\Phi }}_{\rm {e}}(\lambda )}{\partial \lambda }}K(\lambda )\,\mathrm {d} \lambda \!\,} | lumen (= kandela steradian)       | lm (= cd⋅sr)         | {\displaystyle {\mathsf {J}}\!\,}                                                                        | svetlobna energija na časovno enoto |
| - svetilnost - svetlobna jakost                 | {\displaystyle I_{\rm {v}}\!\,}                                                               | {\textstyle I_{\rm {v}}={\frac {\partial {\mathit {\Phi }}_{\rm {v}}}{\partial {\mathit {\Omega }}}}\!\,}                                                        | kandela (= lumen na steradian)    | cd (= lm/sr)         | {\displaystyle {\mathsf {J}}\!\,}                                                                        | osnovna enota SI. Svetlobni tok na enoto prostorskega kota.                                                                             |
| svetlost                                        | {\displaystyle L_{\rm {v}}\!\,}                                                               | {\textstyle L_{\rm {v}}={\frac {1}{\cos \theta }}{\frac {\partial ^{2}{\mathit {\Phi }}_{\rm {v}}}{\partial {\mathit {\Omega }}\,\partial S}}\!\,}               | kandela na kvadratni meter        | cd/m2 (= lm/(sr⋅m2)) | {\displaystyle {\mathsf {L}}^{-2}\cdot {\mathsf {J}}\!\,}                                                | svetlobni tok na enoto prostorskega kota na enoto projicirano površino vira. Kandela na kvadratni meter se zunaj SI včasih imenuje nit. |
| osvetljenost                                    | {\displaystyle E_{\rm {v}}\!\,}                                                               | {\textstyle E_{\rm {v}}={\frac {\partial {\mathit {\Phi }}_{\rm {v}}}{\partial S}}\!\,}                                                                          | luks (= lumen na kvadratni meter) | lx (= lm/m2)         | {\displaystyle {\mathsf {L}}^{-2}\cdot {\mathsf {J}}\!\,}                                                | za osvetljenost površine. Vpadni svetlobni tok na površino.                                                                             |
| gostota svetlobnega toka                        | {\displaystyle j_{\rm {v}}\!\,}                                                               | {\textstyle j_{\rm {v}}={\frac {\partial {\mathit {\Phi }}_{\rm {v}}}{\partial S}}\!\,}                                                                          | lumen na kvadratni meter          | lm/m2                | {\displaystyle {\mathsf {L}}^{-2}\cdot {\mathsf {J}}\!\,}                                                | svetlobni tok oddan, odbit in prenešen na površino na enoto površine.                                                                   |
| - svetlobna eksitanca - svetlobna emitanca      | {\displaystyle M_{\rm {v}}\!\,}                                                               | {\textstyle M_{\rm {v}}={\frac {\partial {\mathit {\Phi }}_{\rm {v}}}{\partial S}}\!\,}                                                                          | lumen na kvadratni meter          | lm/m2                | {\displaystyle {\mathsf {L}}^{-2}\cdot {\mathsf {J}}\!\,}                                                | oddani svetlobni tok s površine |
| - osvetlitev - (svetlobna) ekspozicija          | {\displaystyle H_{\rm {v}}\!\,}                                                               | {\textstyle H_{\rm {v}}=\int \!E_{\rm {v}}(t)\,\mathrm {d} t\!\,}                                                                                                | luks sekunda                      | lx⋅s                 | {\displaystyle {\mathsf {L}}^{-2}\cdot {\mathsf {T}}\cdot {\mathsf {J}}\!\,}                             | časovno integrirana osvetljenost |
| svetlobni izkoristek (sevanja)                  | {\displaystyle K\!\,}                                                                         | {\textstyle K(\lambda )={\frac {{\mathit {\Phi }}_{\rm {v}}}{{\mathit {\Phi }}_{\rm {e}}}}\!\,}                                                                  | lumen na vat                      | lm/W                 | {\displaystyle {\mathsf {L}}^{-1}\cdot {\mathsf {L}}^{-2}\cdot {\mathsf {T}}^{3}\cdot {\mathsf {J}}\!\,} | razmerje med svetlobnim tokom in sevalnim tokom. Znaša lahko do 683,002.                                                                |
| svetlobni izkoristek (vira)                     | {\displaystyle \eta \!\,}, {\displaystyle \eta _{\rm {v}}\!\,}, {\displaystyle \rho \!\,}     | {\textstyle \eta ={\frac {{\mathit {\Phi }}_{\rm {v}}}{P}}\!\,}                                                                                                  | lumen na vat                      | lm/W                 | {\displaystyle {\mathsf {L}}^{-1}\cdot {\mathsf {L}}^{-2}\cdot {\mathsf {T}}^{3}\cdot {\mathsf {J}}\!\,} | razmerje med svetlobnim tokom in porabo energije                                                                                        |
| - svetlobna učinkovitost - svetlobni koeficient | {\displaystyle V\!\,}                                                                         | |                                   |                      | 1 | svetlobni izkoristek, normaliziran z največjim možnim izkoristkom                                                                       |
| Glej tudi:                                      |                                                                                               | |                                   |                      | | |

1. ↑  Simboli v tem stolpcu označujejo razsežnosti. »{\displaystyle {\mathsf {L}}\!\,}«, »{\displaystyle {\mathsf {T}}\!\,}« in »{\displaystyle {\mathsf {J}}\!\,}« pomenijo dolžino, čas in svetilnost, ne pa simbole za enote liter, tesla in džul.
2. ↑  Organizacije za standardizacijo priporočajo, da se fotometrične količine označijo z indeksom »v« (za »vizualno«), da bi se izognilo zamenjavi z radiometričnimi ali fotonskimi količinami. Na primer: USA Standard Letter Symbols for Illuminating Engineering USAS Z7.1-1967, Y10.18-1967